# Titraille

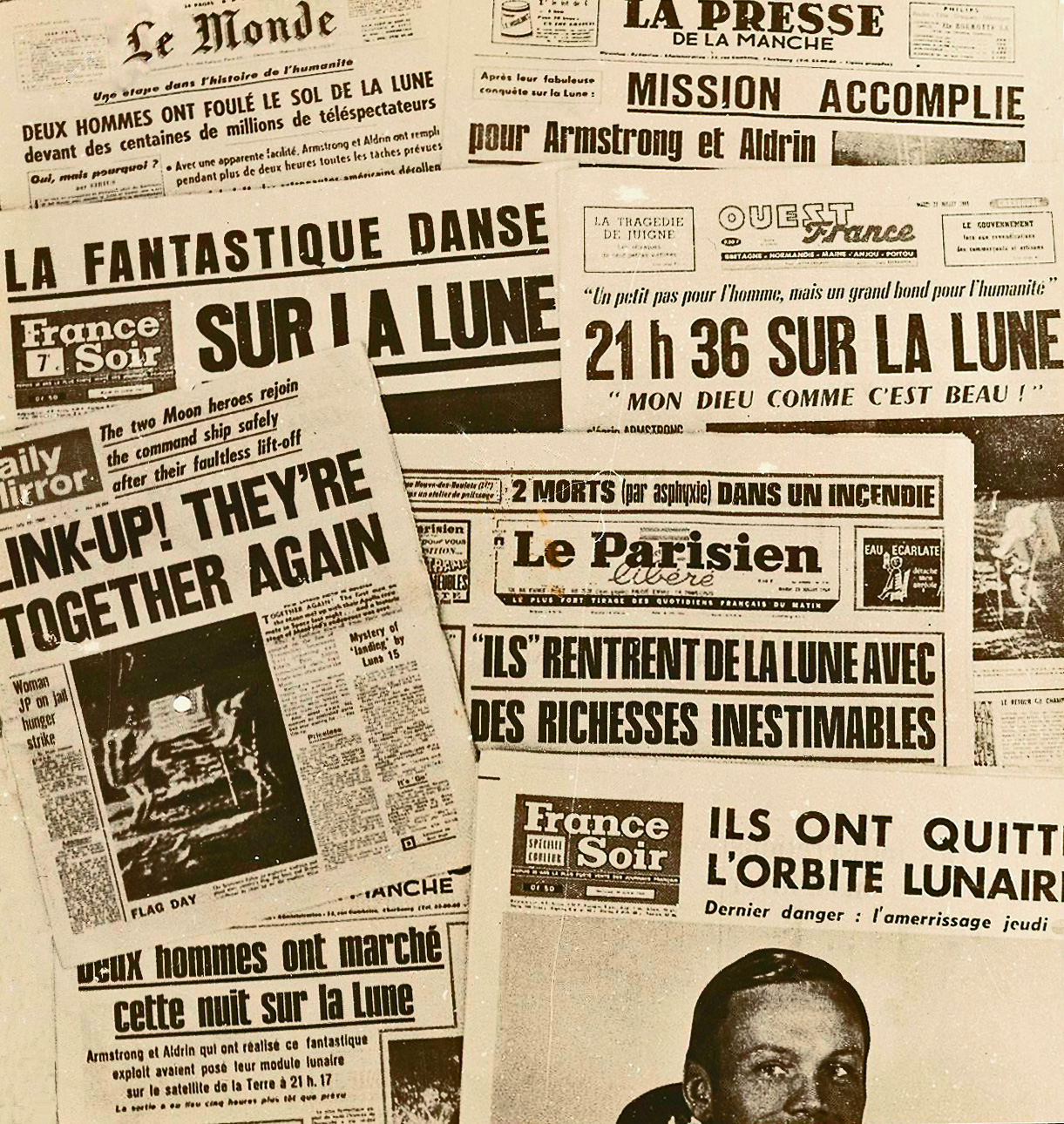

En typographie et dans le domaine d'application qui est celui de la presse écrite (journalisme), la titraille est l'ensemble des éléments entrant dans la composition d'un titre (surtitre, titre, sous-titre ou accroche, intertitre, sommaire), qui doit s'accorder à l'illustration (photo ou caricature), si elle est disponible, ainsi qu'au chapeau qui en est une extension. 

## Description
Si le titrage (distinct du titrage en chimie) est l’ensemble des règles qui gèrent la rédaction et la présentation des titres, la titraille désigne les éléments matériels et techniques du titrage.
La titraille est généralement définie par la charte graphique de la publication, qui indique la police utilisée ainsi que sa fonte (romain, italique, graisse, corps). Elle est souvent totalement différente de la police utilisée pour le corps du texte car son rôle est différent : le texte doit être lisible et harmonieux, la titraille doit attirer l’attention du lecteur et peut se permettre originalité et fantaisie. En son absence ou en cas de faute, la référence est celle du centre de formation  et de perfectionnement des journalistes, qu'il s'agisse de presse magazine ou de presse quotidienne régionale elle-même fondée sur le code des typographes spécifique à la presse.